# Área de conservación regional Sistema de Lomas de Lima
El Área de Conservación Regional (ACR) Sistema de Lomas de Lima es la primera  ACR de la provincia de Lima, Perú.
Fue creado el 7 de diciembre de 2019, mediante Decreto Supremo N.° 011-2019-MINAM. Tiene una extensión de 13,475.95 hectáreas y prioriza la conservación cinco lomas: Lomas de Ancón, Lomas de Carabayllo 1 y 2, Lomas de Amancaes y Lomas de Villa María del Triunfo. Es administrada por el Programa de Gobierno Regional de Lima Metropolitana (PGRLM) de la Municipalidad de Lima.
Tiene la finalidad de conservar una muestra representativa del ecosistema de lomas u oasis de nieblas del desierto que se encuentran en la ciudad de Lima.

## Lomas costeras

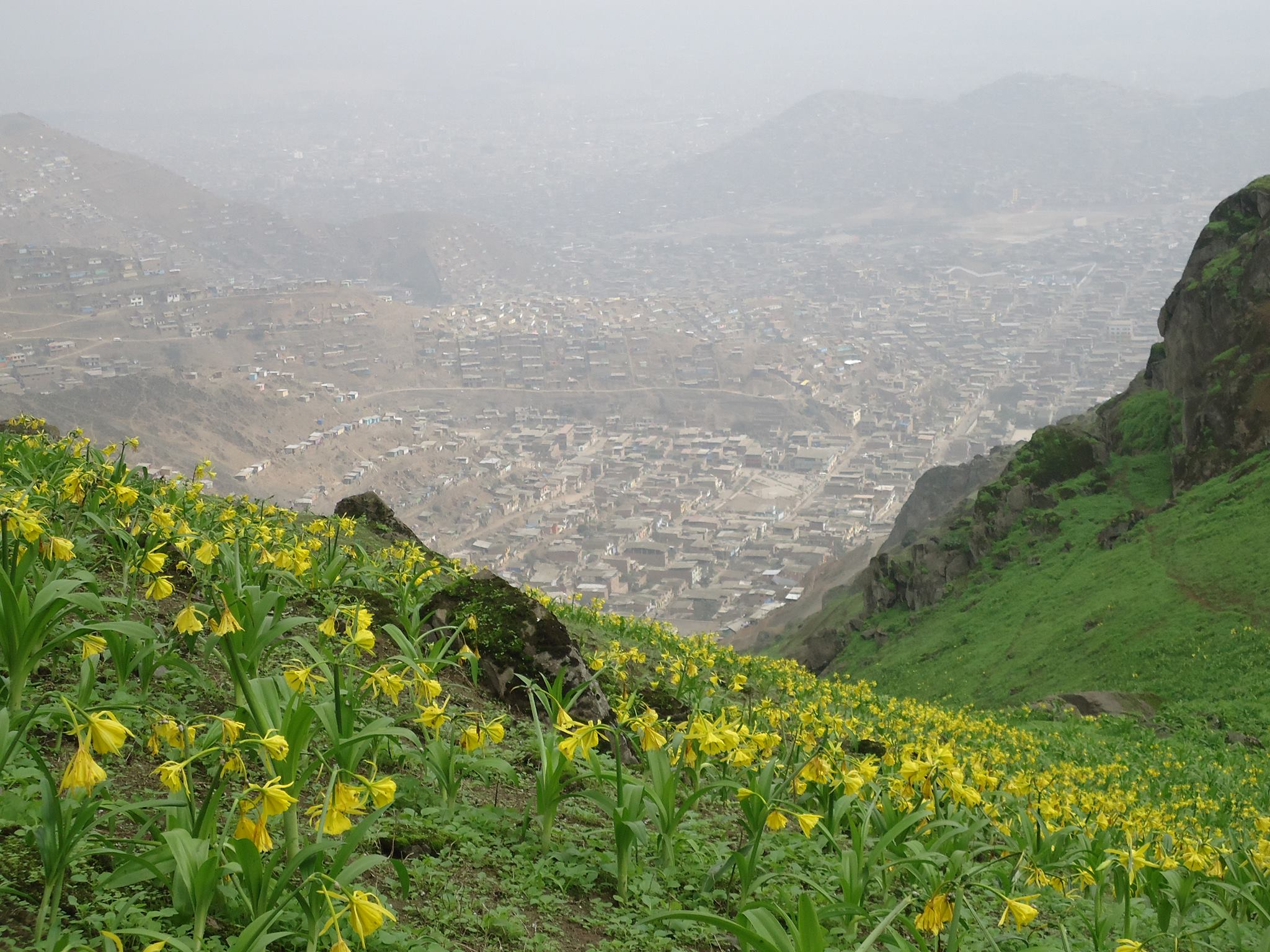
Vista panorámica del sector Santuario de las Vizcachas de las lomas de Villa del Triunfo.

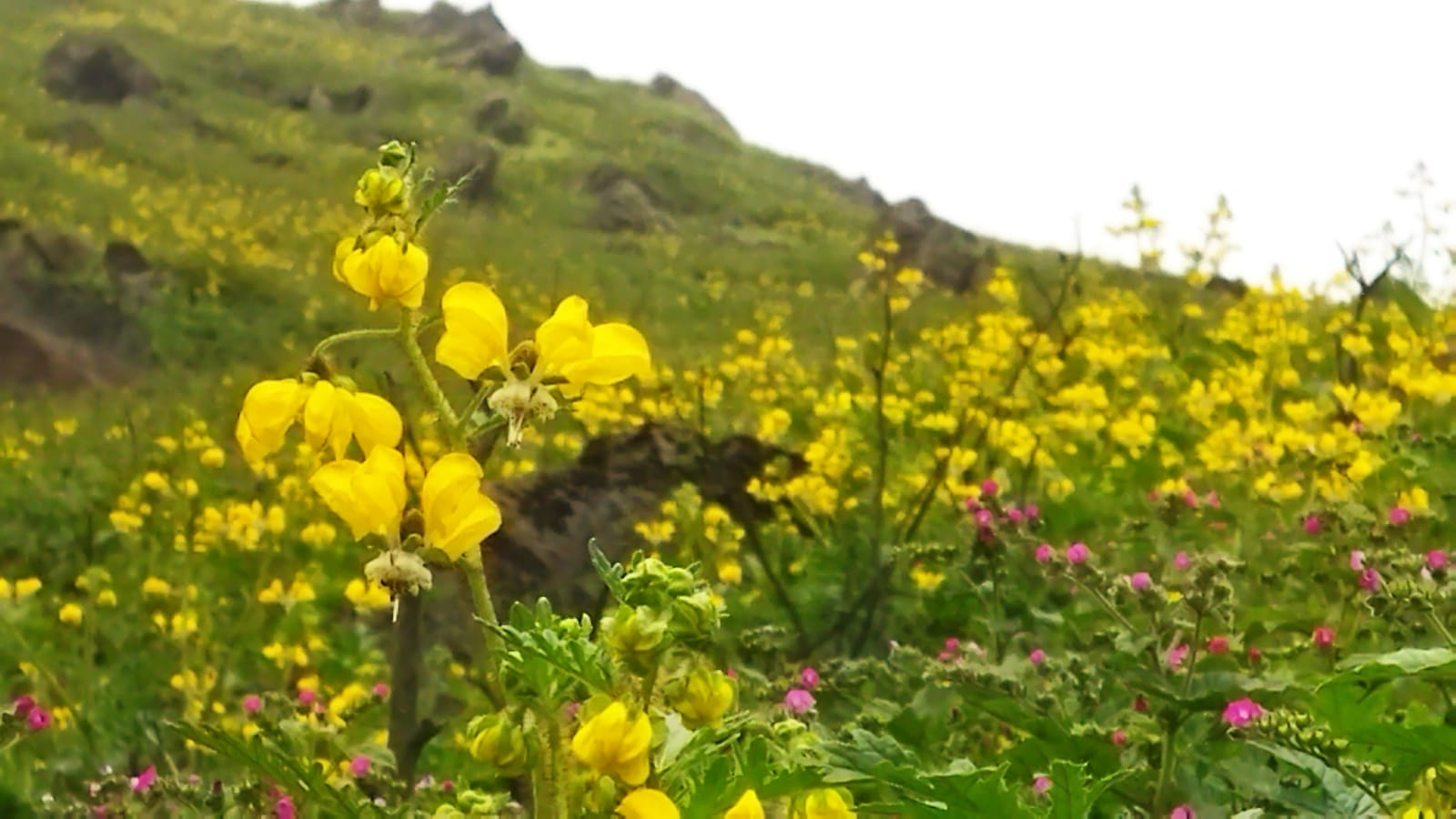
Ortiga negra en Lomas de Amancaes, sector Rímac, Perú.

Las lomas costeras peruanas son ecosistemas resultado de la interacción entre diversos factores, tales como, clima, suelo y relieve.  Tienen distintas características dependiendo de, entre otras causas, de la distancia del mar, la altitud, la pendiente o condiciones microclimáticas. Presentan vegetación única, herbácea, arbustiva y arbórea de expansión limitada y que surge manera periódica. 
Las lomas costeras se encuentran dispersas a lo largo de la costa peruana, desde el grado 8° (cerros Combo y Campana, en Trujillo). En el Perú, se conocen 67 lomas: 9 en la costa norte, 23 en la costa central y 35 en la costa sur. 
En el caso de las lomas de Lima, de acuerdo con investigaciones realizadas por el IMP y SERPAR, existen alrededor de 70,000 hectáreas de lomas, de las cuales 22,000 presentan vegetación intensa durante el invierno. Las lomas de Lima se encuentran entre las más húmedas del Perú, debido a la presencia de neblinas durante el invierno.
Los ecosistemas frágiles son territorios con alto valor de conservación y que son vulnerables como consecuencia de las actividades del hombre que se desarrollan en ellos o en su entorno.